# Jakub Puchalský
Jakub Puchalský (* 24. července 1969 Přerov) je český manažer a bývalý novinář, v letech 1998–2000 generální ředitel České televize. Jeho otcem je právník a politik Vladimír Puchalský.

## Kariéra
V roce 1992 vystudoval televizní žurnalistiku na Fakultě sociálních věd Univerzity Karlovy v Praze. Během studií příležitostně psal pro noviny a externě spolupracoval se sportovní redakcí Československé televize. Na přelomu let 1991 a 1992 byl politickým zpravodajem Československé tiskové kanceláře. Od roku 1992 byl zpravodajem českého vysílání BBC v Londýně, od dubna 1995 působil v pobočce BBC v Praze a v polovině roku 1997 se stal vedoucím pražské redakce BBC.
V únoru 1998 jej Rada České televize zvolila v 28 letech generálním ředitelem České televize (ČT), přičemž v nejužším výběru dostal přednost před stávajícím generálním ředitelem ČT Ivem Mathé a ředitelem Televizního studia Brno Zdeňkem Drahošem. Do funkce nastoupil 1. dubna 1998. Jeho působení postupně začali kritizovat filmaři i poslanci zejména ODS, kritiky přibývalo zejména ve druhé polovině roku 1999, včetně skupiny zaměstnanců ČT (zejména producentů a dramaturgů). Rada ČT Puchalského zprvu podporovala, ovšem v listopadu 1999 se přidala ke kritice a vyzvala generálního ředitele k návrhu řešení problémů. Na zasedání 8. prosince sice většina radních hlasovala pro jeho odvolání (pět bylo pro, čtyři proti), dle zákona ale bylo potřeba dvou třetin radních, tedy šesti hlasů. Puchalský však 15. prosince 1999 nakonec sám oznámil svoji rezignaci s tím, že Českou televizi povede do jmenování nového generálního ředitele. Ve funkci zůstal do 31. ledna 2000, poté jej vystřídal nově zvolený generální ředitel Dušan Chmelíček. Puchalský uvedl, že jedním z hlavních důvodů jeho odchodu byly politické tlaky, a to zejména ze strany ODS a jejího místopředsedy Ivana Langera, kteří si stěžovali na údajnou nevyváženost diskusních pořadů.
Od dubna do května 2000 pracoval jako zástupce šéfredaktora a vedoucí politického oddělení týdeníku Nedělní noviny (Ringier ČR), od července toho roku působil v internetové agentuře M.I.A., která se podílela na vzniku webového portálu Quick Českého Telecomu. Poté, co Český Telecom odkoupil agenturu M.I.A., začal od listopadu 2000 pracovat pro Internet OnLine, internetovou divizi Českého Telecomu, kde působil jako manažer strategického rozvoje a měl na starosti tvorbu obsahu na portálu Quick. Od září 2002 působil jako projektový manažer v telekomunikační společnosti Nextra Czech Republic a v září 2003 nastoupil do společnosti Unilever ČR. Tam byl zpočátku manažerem vnitřní komunikace, od února 2004 také manažerem firemní komunikace a mluvčím. V prosinci 2005 přešel v rámci Unileveru do centrály v Rotterdamu, kde se stal ředitelem interní komunikace pro Evropu.
Po návratu do Prahy nastoupil v březnu 2008 do pozice ředitele interní a externí komunikace Raiffeisenbank a eBanky. Od září 2014 pracoval v Českém Aeroholdingu jako mluvčí a ředitel korporátní a marketingové komunikace. Po jeho fúzi se společností Letiště Praha v roce 2018 pokračoval v obdobné pozici (ředitel korporátní komunikace, marketingu a zákaznické zkušenosti). Od února 2020 byl ředitelem neleteckého obchodu Letiště Praha a k 1. červenci 2020 se stal členem představenstva této společnosti.

## Osobní život
Má syna.